# Komisja Mieszana do spraw Dialogu Teologicznego między Kościołem Rzymskokatolickim i Kościołem Starokatolickim Mariawitów
Komisja Mieszana do spraw Dialogu Teologicznego między Kościołem Rzymskokatolickim i Kościołem Starokatolickim Mariawitów – komisja powołana do prowadzenia dialogu ekumenicznego pomiędzy Kościołem rzymskokatolickim a Kościołem Starokatolickim Mariawitów, istniejąca w latach 1997–2011.
Komisja do spraw Dialogu z Kościołem Starokatolickim Mariawitów została powołana przez Konferencję Plenarną Episkopatu Kościoła rzymskokatolickiego podczas obrad w dniach 27–28 listopada 1997 roku w Częstochowie. Propozycja ekumenicznego dialogu została przyjęta przez Radę Kościoła Starokatolickiego Mariawitów na posiedzeniu w Płocku dnia 29 grudnia 1997 r., kiedy powołano Komisję do spraw Dialogu z Kościołem Rzymskokatolickim. 
Członkami Komisji byli:
- z Kościoła Starokatolickiego Mariawitów: 
  - biskup naczelny diecezji warszawsko-płockiej Michał M. Ludwik Jabłoński (współprzewodniczący),
  - ks. prof. dr hab. Konrad M. Paweł Rudnicki,
  - kapł. Piotr M. Grzegorz Dróżdż;

- z Kościoła rzymskokatolickiego: 
  - biskup włocławski Bronisław Dembowski (współprzewodniczący),
  - ks. prof. dr hab. Henryk Seweryniak z Płocka,
  - ks. prof. dr hab. Ireneusz Mroczkowski z Płocka.
  - dodatkowo biskup diecezjalny płocki Piotr Libera uczestniczył w ostatnim spotkaniu.

Pierwsze posiedzenie Komisji odbyło się 4 marca 1998 r. w siedzibie biskupa włocławskiego Bronisława Dembowskiego we Włocławku. W kolejnych latach członkowie Komisji spotykali się ze sobą dwa razy do roku: na wiosnę w siedzibie biskupa Bronisława Dembowskiego we Włocławku i jesienią w siedzibie biskupa M. Ludwika Jabłońskiego w Płocku.